# Joakim Nilsson (fotbollsspelare född 1994)
Jörgen Joakim Nilsson, född 6 februari 1994 i Härnösand, är en svensk fotbollsspelare som spelar för St. Louis City. Han är bror till den före detta svenska landslagsspelaren Per Nilsson.

## Karriär
Nilssons moderklubb är IF Älgarna, som han debuterade för i a-laget som 15-åring. Inför säsongen 2011 gick Nilsson över till GIF Sundsvall. I november 2012 flyttades han upp i a-laget.
Nilsson debuterade för klubben i Superettan den 29 september 2013 mot Hammarby IF (1–1), där han byttes in i halvlek mot Daniel Sliper. Han spelade sin första match från start den 7 oktober 2013 mot Falkenbergs FF. Under säsongen 2014 spelade han åtta matcher, varav fyra från start. Nilsson gjorde sin allsvenska debut i premiäromgången av Allsvenskan 2015 mot Malmö FF, en match GIF Sundsvall förlorade med 4–1.
I februari 2016 värvades Nilsson av IF Elfsborg, där han skrev på ett femårskontrakt.
I juli 2019 värvades Nilsson av Arminia Bielefeld.
I juni 2022 värvades Nilsson på fri transfer av amerikanska St. Louis City SC, som från och med 2023 spelar i MLS.